# Superman: Las Primeras 100 Historietas
Superman: Las Primeras 100 Historietas fue una publicación en formato de libros de tapa blanda con periodicidad semanal editada en Argentina por el Grupo Clarín para distribuir exclusivamente en quioscos de periódicos en Argentina.
La colección provee a los lectores acceso a las primeras historias del personaje Superman en la Edad de oro de los comic-books en orden de publicación cronológico, y está basada en los primeros ocho tomos recopilatorios de Superman Chronicles editados por DC Comics.
La traducción de las historias estuvieron a cargo de Anna Fonoll Branchadell y Ana Cariola, y cada tomo contaba con un prólogo a cargo del historietista argentino Alejo García Valdearena. La impresión estuvo a cargo de Artes Gráficas Rioplatense S.A.
El primer tomo tenía un costo de $5,90, y los siguientes $10,90. Para la compra había que presentar un cupón incluido en el diario Clarín del día en que salía cada tomo. El costo del tomo sin el cupón del diario era de $16,90.
En 2012 la misma editorial publicó Batman: Las Primeras 100 Historietas.

## Listado de libros
| Tomo | Historias de Superman publicadas en                                            | Páginas | Fecha       |
| ---- | ------------------------------------------------------------------------------ | ------- | ----------- |
| 1    | Action Comics (vol 1) 1 al 8                                                   | 120     | 15 Ene 2011 |
| 2    | Action Comics (vol 1) 9 al 13 Superman (vol 1) 1 New York World's Fair 1       | 104     | 22 Ene 2011 |
| 3    | Action Comics (vol 1) 14 al 16 Superman (vol 1) 2                              | 104     | 29 Ene 2011 |
| 4    | Action Comics (vol 1) 17 al 21 Superman (vol 1) 3                              | 112     | 5 Feb 2011  |
| 5    | Action Comics (vol 1) 22 al 25 Superman (vol 1) 4                              | 120     | 12 Feb 2011 |
| 6    | Action Comics (vol 1) 26-28 Superman (vol 1) 5 New York World's Fair 1940      | 112     | 19 Feb 2011 |
| 7    | Action Comics (vol 1) 29 y 30 Superman (vol 1) 6 y 7                           | 120     | 26 Feb 2011 |
| 8    | Action Comics (vol 1) 31 y 32 Superman (vol 1) 7 y 8                           | 112     | 5 Mar 2011  |
| 9    | Action Comics (vol 1) 33 al 35 Superman (vol 1) 9 World's Best Comics 1        | 120     | 12 Mar 2011 |
| 10   | Action Comics (vol 1) 36 al 39 Superman (vol 1) 10 World's Best Comics 2       | 120     | 19 Mar 2011 |
| 11   | Action Comics (vol 1) 39 y 40 Superman (vol 1) 11 y 12 World's Finest Comics 3 | 112     | 26 Mar 2011 |
| 12   | Action Comics (vol 1) 41 y 42 Superman (vol 1) 12 y 13                         | 112     | 2 Abr 2011  |
| 13   | Action Comics (vol 1) 43 y 44 Superman (vol 1) 13 y 14 World's Finest Comics 4 | 112     | 9 Abr 2011  |
| 14   | Action Comics (vol 1) 45 al 47 Superman (vol 1) 14 y 15                        | 112     | 16 Abr 2011 |